# Стерторозное дыхание
Стерторозное дыхание (лат. respiratio stertorosa от лат. sterto — храпеть) — вариант шумного дыхания с характерным инспираторным и экспираторным хрипом, обусловленным обструкцией дыхательных путей.
Стерторозное дыхание наблюдается при параличе мягкого нёба или скоплении трахеобронхиального секрета в трахее и крупных бронхах. Стерторозное дыхание дифференцируют со стридорозным (свистящим) дыханием.